# Kezsky (huyện)
Huyện Kezsky (tiếng Nga: ? райо́н) là một huyện hành chính tự quản (raion), của Udmurtia, Nga. Huyện có diện tích 2321 km², dân số thời điểm ngày 1 tháng 1 năm 2000 là 29300 người. Trung tâm của huyện đóng ở Kez.